# Joseph Hansen (canottiere)
Joseph Hansen (Bakersfield, 13 agosto 1979) è un ex canottiere statunitense.

## Palmarès

### Olimpiadi
- 1 medaglia:
  - 1 oro (Atene 2004 nell'otto)